# Tom Sundby
Tom Sundby (ur. 15 grudnia 1960 w Larviku) – norweski piłkarz występujący na pozycji pomocnika. Syn innego piłkarza, Reidara Sundby.

## Kariera klubowa
Sundby karierę rozpoczynał w 1979 roku w trzecioligowym Larviku Turn. W 1981 roku przeszedł do pierwszoligowego Lyn Fotball. W sezonie 1981 spadł z nim do drugiej ligi. W 1983 roku został graczem pierwszoligowego Lillestrøm SK. W sezonach 1983 oraz 1985 wywalczył z nim wicemistrzostwo Norwegii, a w sezonie 1986 mistrzostwo Norwegii. W sezonie 1985 wraz z zespołem zdobył też Puchar Norwegii.
W 1986 roku Sundby przeszedł do greckiego Iraklísu. W sezonie 1986/1987 dotarł z nim do finału Pucharu Grecji. W 1988 roku z powodu kontuzji przerwał karierę. W 1990 roku wznowił ją jako gracz drugoligowego Lyn Fotball. W sezonie 1990 awansował z nim do pierwszej ligi. W 1992 roku zakończył karierę.

## Kariera reprezentacyjna
W reprezentacji Norwegii Sundby zadebiutował 12 października 1983 przegranym 1:2 meczu eliminacji Mistrzostw Europy 1984 z Jugosławią. W 1984 roku znalazł się w kadrze na Letnie Igrzyska Olimpijskie, zakończone przez Norwegię na fazie grupowej.
16 października 1985 w przegranym 1:5 pojedynku eliminacji Mistrzostw Świata 1986 z Danią strzelił pierwszego gola w kadrze. W latach 1983–1988 w drużynie narodowej rozegrał 28 spotkań i zdobył 6 bramek.